# Doppelzentrum
Doppelzentrum (dvojcentrum) je německý pojem v oblasti územního plánování a označuje spojení dvou centrálních míst z důvodů jejich geografické blízkosti, přičemž administrativní samostatnost v protikladu k fúzi měst bývá zachována. Termín doppelcentrum bývá v zemském a regionálním plánování v německých zemích využíván jen zřídka, převážně v Bádensku-Württembersku.

## Doppelcentra v Německu
- Böblingen – Sindelfingen (Bádensko-Württembersko)
- Lörrach – Weil am Rhein (jako předměstí města Basel ve (Švýcarsko|Švýcarsku) v Bádensku-Wünttembersku)
- Mannheim – Ludwigshafen (Bádensko-Württembersko/Rheinland-Pfalz)
- Ravensburg – Weingarten (Bádensko-Württembersko)
- Reutlingen – Tübingen (Bádensko-Württembersko)
- Ulm – Neu-Ulm (Bádensko-Württembersko/Bavorsko)
- Diez – Limburg an der Lahn (Porýní-Falc/Hesensko)
- Mainz – Wiesbaden (Rheinland-Pfalz/Hesensko)
- Saalfeld/Saale – Rudolstadt (Durynsko; od nedávna tvoří s Bad Blankenburg tripolární centrum)
- Suhl – Zella-Mehlis (Durynsko)

V rámci územní reformy byla blízko sousedící města sloučena do jednoho, taková města nejsou sice označována jako doppelcentra, ale vykazují silný charakter doppelcentra.
- Bietigheim-Bissingen (Bádensko-Württembersko)
- Castrop-Rauxel (Severní Porýní-Vestfálsko)
- Garmisch-Partenkirchen (Bavorsko)
- Rheda-Wiedenbrück (Severní Porýní-Vestfálsko)
- Villingen-Schwenningen (Bádensko-Württembersko)
- Ribnitz-Damgarten (Meklenbursko – Přední Pomořansko)
- Bitterfeld-Wolfen (Sasko-Anhaltsko)
- Dessau-Roßlau (Sasko-Anhaltsko)

Také mezi některými městy která prošla fúzí je možné najít bývalá doppelcentra (všechna jsou v Severním Porýní-Vestfálsku)
- Bergisch Gladbach (Bergisch Gladbach – Bensberg)
- Duisburg (Duisburg – Hamborn, 1929–35 „Duisburg-Hamborn“)
- Herne (Herne – Wanne-Eickel)
- Mönchengladbach (Mönchengladbach – Rheydt)
- Wuppertal (Elberfeld – Barmen, 1929–1930 „Barmen-Elberfeld“)

## Německá centra s několika členy
Navíc v Německu existují regiony s hospodářským spojením měst, která se částečně mohou rozšířit přes vícero zemí:
- Metropolitní oblast Nürnberg (Nürnberg – Fürth – Erlangen, Bavorsko)
- Metropolitní oblast Rhein-Neckar (Bádensko-Württembersko, Porýní-Falc)
- Metropolitní oblast Rhein-Ruhr (Severní Porýní-Vestfálsko)
  - Oblast Ruhr (část metropolitní oblasti Rhein-Ruhr)
- Oblast Rhein-Main (Hesensko, Porýní-Falc, Bavorsko)